# John Randolph (skådespelare)
John Randolph, ursprungligen Emanuel Hirsch Cohen, född 1 juni 1915 i New York i New York, död 24 februari 2004 i Hollywood i Los Angeles i Kalifornien, var en amerikansk film-, tv- och scenskådespelare.

## Filmografi (urval)
- 1948 – Storstad
- 1951 – 14 timmar
- 1966 – Död man lever
- 1968 – Ängel med mördarhand
- 1970 – Det var en gång en skurk...
- 1971 – Små, små mord
- 1971 – Flykten från apornas planet
- 1972 – Erövringen av apornas planet
- 1973 – Serpico
- 1974 – Jordbävningen
- 1974 – The Missiles of October (TV-film)
- 1976 – Alla presidentens män (röst)
- 1976 – King Kong
- 1978 – Himlen kan vänta
- 1985 – Prizzis heder
- 1989 – Ett päron till farsa firar jul
- 1990 – Oturen att ha ihjäl en älskare
- 1991 – Iron Maze - dödens labyrint
- 1993 – Seinfeld (TV-serie) (avsnittet "The Handicap Spot")
- 1998 – Illusion av lycka
- 1998 – Du har mail
- 2000 – Sunset Strip

## Fotnoter
1. 1 2  SNAC, SNAC Ark-ID: w67t0bxh, läs online, läst: 9 oktober 2017.[källa från Wikidata]
2. 1 2  Internet Broadway Database, Internet Broadway Database person-ID: 57090, läst: 9 oktober 2017.[källa från Wikidata]
3. 1 2  Discogs, Discogs artist-ID: 2102721, läst: 9 oktober 2017.[källa från Wikidata]
4. ↑  Carnegie Hall:s öppna data, juni 2017, Carnegie Hall agent-ID: 75474, läs online och läs online, läst: 2 maj 2022.[källa från Wikidata]